# Dieudonné Kossi
Dieudonné Kossi (geb. 10. März 1961) ist ein ehemaliger zentralafrikanischer Boxer. Er trat bei den Olympischen Sommerspielen 1984 in Los Angeles an. Im Wettbewerb Leichtgewicht kam er auf Platz 17.